# Acharipallam
Acharipallam là một thị xã panchayat trong quận Kanniyakumari trong bang Tamil Nadu của Ấn Độ.